# Direktiva o tretiranju otpadnih voda
Direktiva o tretiranju otpadnih voda je direktiva Evropske unije iz 1991. godine koja se odnosi na sakupljanje, tretiranje, ispuštanje komunalnih otpadnih voda kao i ispuštanje i tretman otpadnih voda iz određenih industrijskih sektora. Cilj ove direktive je zaštiti životnu sredinu od štetnih efekata otpadnih konumalnih voda i voda iz industrijskog sektora. 
Ona propisuje sakupljanje i tretman otpadnih voda u urbanim aglomeracijama sa preko 2000 stanovnika, kao i napredniji tretman na mestima sa populacijom većom od 100 hiljade ljudi (osetljiva područja).

## Opis
Direktiva o tretiranju otpadnih voda (pun naziv Direktiva Saveta 91/271/EEC od 21. maja 1991. u vezi sa prečišćavanjem otpadnih voda)je direktiva Evropske unije koja se odnosi na sakupljanje urbane otpadne vode, prečišćavanje otpadnih voda i njihovo ispuštanje, kao i na tretman i ispuštanje industrijskih voda. Usvojen je 21. maja 1991. godine. Cilj ove direktive je zaštiti životnu sredinu od štetnih efekata otpadnih konumalnih voda i voda iz industrijskog sektora uključujući i uputstva o tretmanu otpadnih voda u urbanim aglomeracijama.

## Spoljašnje veze
- Tekst direktive na engleskom jeziku